# Rio Dois Rios
Le rio Dois Rios est un cours d'eau brésilien de l'État de Rio de Janeiro. Il est formé par la confluence des rios Negro et Grande, au point de limite des municipalités de São Fidélis, Itaocara et São Sebastião do Alto. Il se jette dans le rio Paraíba do Sul, dont il est un des plus importants affluents de rive droite. Dans son bassin se trouve la ville de Nova Friburgo.